# 燕尾蜂鳥
，是雨燕目蜂鸟科的一种鸟类。
燕尾刀翅蜂鸟体重约9克，翼长约69.3毫米，嘴峰长约24.6毫米，喙宽度约3毫米，喙厚度约2.8毫米，跗蹠长约3.4毫米，尾长约85毫米。燕尾刀翅蜂鸟在其分布区内为留鸟，其栖息在开放的灌木丛中，食性为草食性，主要食物来源是植物的花蜜。

## 亚种
- ：分布于圭亚那至巴西北部、中部和东南部及巴拉圭。
- ：分布于巴西东北部（马拉尼昂州南部、皮奥伊州和塞阿拉州至米纳斯吉拉斯州）。
- ：分布于巴西东南部（圣保罗州南部的馬爾山脈）。
- ：分布于秘鲁东部Huiro。
- ：分布于玻利维亚西北部的稀树草原。[4]